# Zakaria Ouhadda
Zakaria Ouhadda est un footballeur algérien né le 23 février 1986 à Alger. Il évoluait au poste de milieu offensif à l'USM El Harrach.

## Biographie
Avec le club du NA Hussein Dey, il joue 78 matchs en première division algérienne, inscrivant huit buts.

## Palmarès
- Finaliste de la Coupe d'Algérie en 2016 avec le NA Hussein Dey.